# 高芳婷
高芳婷（英語：Carol Ko Fong Ting，1983年1月6日—），無綫互動新聞台前首席主播。

## 簡歷
高芳婷畢業於瑪利諾神父教會學校，大學畢業後曾於悉尼旅遊局擔任編輯。2007年5月加入無綫收費電視新聞台/無綫互動新聞台擔任主播。2009年中開始主持無綫電視翡翠台新聞提要及天氣報告，亦同時主持無綫互動新聞台各項節目，包括中華掠影及時事通識。
2012年中晉升為高級主播，2014年初晉升為首席主播，同年10月底離職。2015年於香港大學修讀中國語文及文學系碩士，同年7月推出首部著作《七年滋養》。
2017年3月，主持港台電視節目《時代的記錄－鏗鏘集》的最後15集（46-60）。她經常走訪多間中小學主持講座，教授說話及演講技巧等。還為理財網站錢家有道之短片擔任旁述。同年5月義務為WeTV 無障礙媒體拍攝宣傳片，2個月後主持香港書展的新書宣傳活動"活著就要精彩"。

## 外部連結
- Facebook專頁